# Attika (halvø)
 For alternative betydninger, se Attika. (Se også artikler, som begynder med Attika)
Attika er en græsk halvø, som strækker sig fra fastlandet ud i det Ægæiske Hav. På Attika ligger landets hovedstad, Athen.
38°00′10″N 23°48′36″Ø / 38.0027°N 23.81°Ø